# Le Juch
Le Juch (bretonisch Ar Yeuc'h) ist eine französische Gemeinde im Département Finistère in der Bretagne mit 753 Einwohnern (Stand 1. Januar 2022). Sie gehört zum Arrondissement Quimper, zum Kanton Douarnenez und zum Gemeindeverband Douarnenez Communauté.

## Geografie
Die Gemeinde liegt im Westen der Bretagne, gut vier Kilometer südöstlich der Bucht von Douarnenez am Atlantik in der Region Cornouaille. Douarnenez befindet sich sechs Kilometer nordwestlich, Quimper 13 Kilometer südöstlich, und Brest etwa 40 Kilometer nördlich (Entfernungen leicht gerundet in Luftlinie).

## Verkehr
Die nächstgelegenen Abfahrten an der autobahnähnlich ausgebauten Schnellstraße E 60 (Nantes-Brest) gibt es bei Quimper und Châteaulin. Der Bahnhof Quimper ist TGV-Atlantique-Station und Regionalbahnhof im Netz der TER Bretagne. Die Bahnstrecke Quimper-Douarnenez, die direkt am Ort vorbeiführt und hier einen Bahnhof besaß, wurde bereits 1974 im Personenverkehr stillgelegt.
Die nächsten Regionalflughäfen sind der Flughafen Quimper-Cornouaille und der Flughafen Brest.

## Bevölkerungsentwicklung
| Jahr                       | 1962 | 1968 | 1975 | 1982 | 1990 | 1999 | 2007 | 2017 |
| Einwohner                  | 757  | 692  | 725  | 751  | 751  | 721  | 749  | 713  |
| Quellen: Cassini und INSEE |      |      |      |      |      |      |      |      |

## Sehenswürdigkeiten
- Kirche Notre-Dame-et-Saint-Maudez

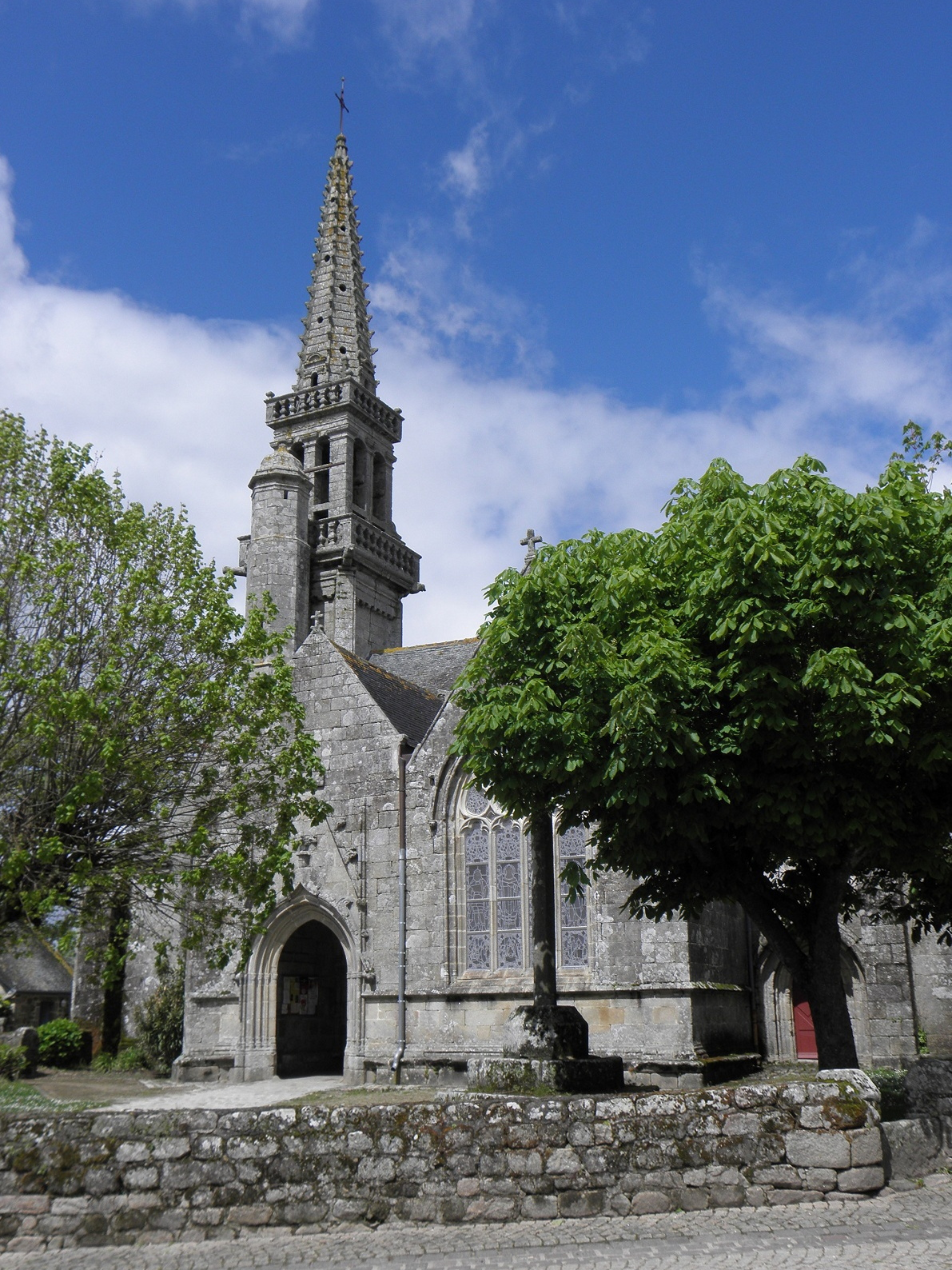
Kirche Notre-Dame-et-Saint-Maudez

Siehe auch: Liste der Monuments historiques in Le Juch